# Världsmästerskapen i badminton 1987
Världsmästerskapen i badminton 1987 anordnades i Peking, Kina. 

## Medaljsummering
| Pl. | Nation     | Guld | Silver | Brons | Totalt |
| --- | ---------- | ---- | ------ | ----- | ------ |
| 1   | Kina       | 5    | 2      | 4     | 11     |
| 2   | Sydkorea   | 0    | 1      | 3     | 4      |
| 3   | Danmark    | 0    | 1      | 1     | 2      |
| 4   | Malaysia   | 0    | 1      | 0     | 1      |
| 5   | Indonesien | 0    | 0      | 1     | 1      |
| 5   | England    | 0    | 0      | 1     | 1      |

## Resultat
| Event       | Guld                      | Silver                         | Brons                                |
| Herrsingel  | Yang Yang                 | Morten Frost                   | Zhao Jianhua                         |
| Herrsingel  | Yang Yang                 | Morten Frost                   | Icuk Sugiarto                        |
| Damsingel   | Han Aiping                | Li Lingwei                     | Zheng Yuli                           |
| Damsingel   | Han Aiping                | Li Lingwei                     | Gu Jiaming                           |
| Herrdubbel  | Li Yongbo Tian Bingyi     | Jalani Sidek Razif Sidek       | Jens Peter Nierhoff Michael Kjeldsen |
| Herrdubbel  | Li Yongbo Tian Bingyi     | Jalani Sidek Razif Sidek       | Park Joo-bong Kim Moon-soo           |
| Damdubbel   | Lin Ying Guan Weizhen     | Li Lingwei Han Aiping          | Kim Yun-ja Chung So-young            |
| Damdubbel   | Lin Ying Guan Weizhen     | Li Lingwei Han Aiping          | Chung Myung-hee Hwang Hye-young      |
| Mixeddubbel | Wang Pengren Shi Fangjing | Lee Deuk-choon Chung Myung-hee | Martin Dew Gillian Gilks             |
| Mixeddubbel | Wang Pengren Shi Fangjing | Lee Deuk-choon Chung Myung-hee | He Yiming Yang Xinfang               |